# Корхаан малий
Корхаан малий (Eupodotis humilis) — вид птахів родини дрохвових (Otididae).

## Поширення
Поширений в Східній Африці. Відомий лише з північної та західно-центральної частини Сомалі та прилеглих районів Східної Ефіопії, які вид, очевидно, колонізував у 70-х роках XX століття.

## Опис
Найменший представник родини, сягає 40 см завдовжки та важить близько 600 г. Оперення світло-коричневе. У самця на потилиці є чорний чубчик, а чорне горло з плямами білого кольору.

## Спосіб життя
Мешкає у вологих саванах та луках із заростями чагарників. Живиться комахами, дрібними хребетними, ягодами, квітами, травами. Сезон розмноження триває з квітня по серпень. Гніздо розміщується на піщаному ґрунті, як правило, без підстилки. Зазвичай відкладає два, рідше три яйця.